# パラミス
パラミス (Paramys) は、新生代暁新世前期 - 始新世中期にかけての約6,000万年～5,600万年前の北アメリカ、ヨーロッパ、アジアに生息していた齧歯類の属の一つ。ギリシャ語で"para"（παρά）は「横、脇」、"mys"（μυς）は「ネズミ」を意味し、属名は「擬ネズミ」の意。

## 形態
頭胴長約30cm、尾長約30cm。最初期の齧歯類であるが全ての齧歯類の祖先とは考えられていない。比較的大型のグループであり、後期には頭胴長約60cmに達するものも存在した。
四肢の鋭い爪や長い尾から樹上性と推測される。頭骨は平たく、齧歯類に特徴的な顎の内咬筋は発達していない。
初期のパラミスは切歯は殆どがエナメル質に覆われており固い木の実を食べるのに適さなかったが、後期になると今日の齧歯類と同様の前面だけがエナメル質に覆われた先端の鋭い切歯を持つようになった。また、臼歯のエナメル質にはシワ状の凹凸が存在した。